# John Dennis (1771–1806)
John Dennis (ur. 17 grudnia 1771, zm. 17 sierpnia 1806) – amerykański polityk i prawnik związany z Partią Federalistyczną. W latach 1797–1805 przez cztery kadencje Kongresu Stanów Zjednoczonych był przedstawicielem ósmego okręgu wyborczego w stanie Maryland w Izbie Reprezentantów Stanów Zjednoczonych.
Jego syn, także John Dennis, również reprezentował stan Maryland w Izbie Reprezentantów Stanów Zjednoczonych.